# Yambuku
Yambuku ist ein kleines Dorf und eine Missionsstation in der Provinz Mongala im Norden der Demokratischen Republik Kongo etwa 1000 km nördlich der Hauptstadt Kinshasa, etwa 100 km südlich des Ebola.
Im Missionsspital von Yambuku fand 1976 der erste bekannte Ebola-Ausbruch statt. Um das Dorf nicht zu stigmatisieren, benannten die belgischen Entdecker des Virus diesen nach dem auf ihrer ungenauen Karte nächstliegenden Fluss, dem etwa 15 km nördlich liegenden Ebola.